# Clara Rocha
Clara Crabbé Rocha (3 de outubro de 1955) é uma professora catedrática e ensaísta portuguesa, com uma atividade académica centrada na Literatura Portuguesa do século XX. 

## Biografia
Filha de Adolfo Correia Rocha (Miguel Torga) e de Andrée Crabbé Rocha (professora universitária de origem belga), foi Presidente da Associação Académica de Coimbra, em 1976, licenciou-se em Filologia Românica, em 1977 e doutorou-se, em 1985, na Universidade de Coimbra, com uma dissertação intitulada Revistas Literárias do Século XX em Portugal.
Leccionou na Universidade de Coimbra, entre 1975 e 1985, e na Universidade Nova de Lisboa, a partir de 1985. Foi professora convidada na Sorbonne, em 2004. Proferiu numerosas conferências e orientou seminários em diversas universidades estrangeiras. Tem colaborado em volumes internacionais (entre eles, Encyclopedia of Life Writing, 2001, e The Oxford Critical and Cultural History of Modernist Magazines, 2013), em dicionários de Literatura e em revistas e jornais como JL, Cadernos de Literatura, Colóquio/Letras, Vértice, Nova Renascença, Prelo, O Escritor, Diacrítica e Rivista di Studi Portoghesi e Brasiliani.
Em 1987, foi distinguida com a comenda da Ordem do Infante D. Henrique. Fez parte de diversos júris nacionais e internacionais de prémios literários, entre eles o Prémio Literário Europeu (1992 e 1993) e o Prémio Camões (2013 e 2024).

## Obras
É autora de: 
- O Espaço Autobiográfico em Miguel Torga, Coimbra, Almedina, 1977.
- Os “Contos Exemplares” de Sophia de Mello Breyner, Coimbra, I.N.I.C., 1978; 2ª ed., 1980.
- Revistas Literárias do Século XX em Portugal, Lisboa, INCM, 1985. [3]
- O Essencial sobre Mário de Sá-Carneiro, Lisboa, IN-CM, 1985; 2ª ed. revista e aumentada, 2017. [4]
- Máscaras de Narciso. Estudos sobre a Literatura Autobiográfica em Portugal, Coimbra, Almedina, 1992. [5]
- Miguel Torga. Fotobiografia, Lisboa, Publicações Dom Quixote, 2000; 2ª ed,. 2018. [6]
- O Cachimbo de António Nobre e Outros Ensaios, Lisboa, Publicações Dom Quixote, 2003 (Prémio de Ensaio do PEN Clube Português e Grande Prémio de Ensaio 2003 da Associação Portuguesa de Escritores). [7]
- O Essencial sobre Michel de Montaigne, Lisboa, INCM, 2015 (Prémio Jacinto do Prado Coelho). [8]
- O Essencial sobre o Surrealismo Português, Lisboa, INCM, 2024 [9]

## Organização de Volumes
- Literatura e Cidadania no Século XX (com Helena Carvalhão Buescu e Rosa Maria Goulart), Lisboa, INCM, 2011.
- A Caneta que Escreve e a que Prescreve (com a colaboração de Teresa Jorge Ferreira), Lisboa, Verbo, 2012.
- A Caneta que Escreve e a que Prescreve (com a colaboração de Teresa Jorge Ferreira), Campinas, Pontes Editores, 2025.